# Vaktelastrild
Vaktelastrild (Ortygospiza atricollis) är en fågel i familjen astrilder inom ordningen tättingar. Den förekommer i kortvuxna gräsmarker i Afrika söder om Sahara. Beståndet anses vara livskraftigt.

## Utseende och läte
Vaktelastrilden är en distinkt, mycket liten astrild med kort stjärt. Arten uppvisar alltid tvärband på bröst och flanker, röd näbb och vita stjärtkanter. Mönstret på huvud och rygg varierar geografiskt, från grått (med eller utan "glasögon") till brunt och svart huvud men brun rygg. Lätet är ett tydligt "jink", ofta avgivet i flykten.

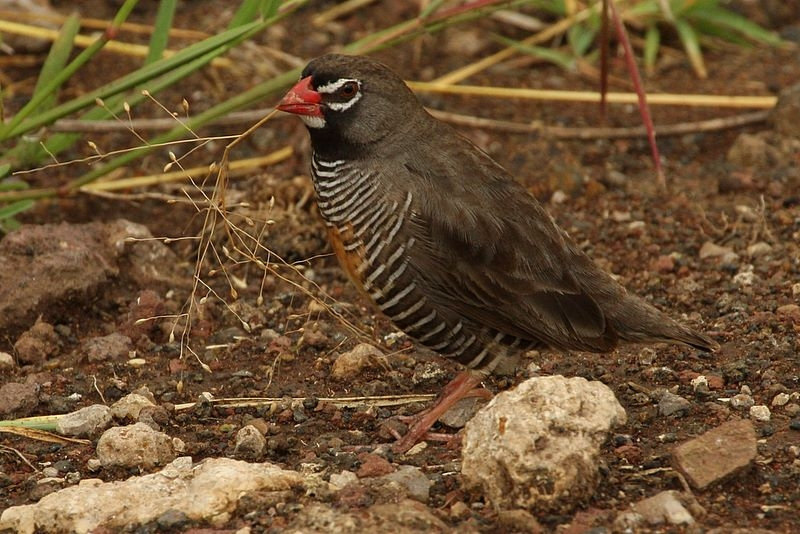

## Utbredning och systematik
Vaktelastrild förekommer i stora delar av Afrika söder om Sahara. Den delas in i elva underarter med följande utbredning:
- Ortygospiza atricollis atricollis – södra Mauretanien och Senegal till Tchad och Kamerun
- Ortygospiza atricollis ansorgei – Gambia och södra Senegal till Togo
- Ortygospiza atricollis ugandae – södra Sudan, Uganda och västra Kenya
- Ortygospiza atricollis fuscocrissa – Eritrea och Etiopien
- Ortygospiza atricollis muelleri – södra Kenya till Angola, Namibia och södra Botswana
- Ortygospiza atricollis smithersi – nordöstra Zambia
- Ortygospiza atricollis pallida – norra Botswana
- Ortygospiza atricollis digressa – östra Zimbabwe, södra Moçambique och Sydafrika
- Ortygospiza atricollis gabonensis – Gabon till centrala Demokratiska republiken Kongo
- Ortygospiza atricollis fuscata – norra Angola, södra Demokratiska republiken Kongo och nordvästra Zambia
- Ortygospiza atricollis dorsostriata – östra Demokratiska republiken Kongo samt södra och västra Uganda

Tidigare delades vaktelastrild upp i tre arter och vissa gör det fortfarande:
- Ortygospiza atricollis i begränsad mening med underarterna atricollis, ansorgei och ugandae
- Ortygospiza fuscocrissa med underarterna fuscocrissa, muelleri, smithersi, pallida och digressa
- Ortygospiza gabonensis med underarterna gabonensis, fuscata och dorsostriata

## Levnadssätt
Vaktelastrilden hittas i korta gräsmarker och andra öppna ytor, vanligen nära vatten. Den är svår att få syn på när den sitter på marken och upptäcks därför oftast i flykten.

## Status
Arten har ett stort utbredningsområde och beståndet anses stabilt. Internationella naturvårdsunionen IUCN listar den därför som livskraftig (LC).